# Serial Experiments Lain
Serial Experiments Lain (シリアルエクスペリメンツレイン lit. Lain, Experimentos en serie?) es una serie de anime dirigida por Ryūtarō Nakamura, con diseño de personajes de Yoshitoshi ABe, guion de Chiaki Konaka y producción de Yasuyuki Ueda a través del estudio Triangle Staff. Fue transmitida por TV Tokyo desde julio a septiembre de 1998. En Latinoamérica se transmitió por Locomotion en el año 2004 hasta el cierre del canal, y la transmisión continuó en Animax durante 2005; y en España a través del canal Cuatro, en el contenedor nocturno para adultos "Cuatrosfera+18" (o Cuatrosfera Noche) durante el mismo año. Un juego de PlayStation con el mismo título fue lanzado en noviembre de 1998 por Pioneer LDC.
Lain es un anime vanguardista, influenciado por temas filosóficos como realidad, identidad y comunicación social. La serie se centra en Lain Iwakura, una chica que vive su adolescencia en los suburbios de Japón, y sobre su introducción al Wired, una red mundial de comunicaciones similar a Internet. Lain vive con su familia de clase media, la cual se compone además de una inexpresiva hermana mayor llamada Mika, una madre fría y un padre obsesionado con las computadoras. En la serie se tratan temas como Dios, el inconsciente colectivo, Internet (en este caso el Wired), teorías conspirativas y muchos otros temas comunes en la literatura cyberpunk.
Fue objeto de varios artículos académicos. La palabra más frecuente entre los análisis occidentales fue "weird" (raro) y poco común, con críticas globales positivas. El productor Ueda dijo que tenía la intención de escuchar las audiencias japonesas y estadounidenses para formar puntos de vista conflictivos sobre la serie, pero se mostró decepcionado en este sentido ya que las impresiones resultaron ser similares.

## Argumento
El primer estremecimiento en la solitaria vida de Lain Iwakura ocurre cuando se entera de que los estudiantes de su escuela han recibido extraños correos electrónicos póstumos de Chisa Yomoda, una compañera de clase que se suicidó. Lain recibe un mensaje en su casa en el que Chisa le dice que no se trata de una broma y que se encuentra con Dios. A partir de entonces, Lain inicia un camino que la llevará a adentrarse cada vez más en la red —o Wired (Nexo en el doblaje para Hispanoamérica), similar al internet actual— y en sus propios pensamientos. Después de ello, trata de descubrir más acerca del tema, pidiéndole a su padre un nuevo Navi y así intentar comunicarse nuevamente con Chisa.
Poco a poco, la vida de Lain comienza a desarrollarse solo a través del Wired, por lo que su única amiga Alice comienza a preocuparse, incitándola a que comience a salir con ella y sus amigas. Así, conoce la existencia de un misterioso Psycho chip que tiempo después le permite entrar al Wired de forma libre, y que gradualmente la convierte en un ser omnipotente dentro de la red, como una especie de dios. Conforme Lain va descubriendo más al respecto, nota que unos extraños hombres de negro comienzan a vigilar su casa, al igual que los Knights/Caballeros (una especie de hackers dentro del Wired).
Gradualmente, Lain se hace famosa dentro de la Red, ganando un gran prestigio con lo que también incrementa su poder y en consecuencia, pierde el interés por vivir en el mundo real. A medida que descubre nuevas cosas, sus amigas comienzan a recibir rumores acerca de su otra personalidad (su otro yo del Internet que es completamente distinto), creándose confusión. Finalmente, descubre que ha dejado de reconocer a su verdadera personalidad y comienza a preguntarse: "¿Quién es Lain?".

## Temáticas
La serie toca temas alternativos al anime clásico; la gama de temas teológicos y psicológicos están tratados de diversas formas: desde el diálogo clásico hasta solo una imagen introspectiva, pasando por los cuestionamientos directos de personajes imaginarios.
La comunicación en su más amplio sentido es uno de los temas principales de Serial Experiments Lain, no solo siendo lo opuesto a la soledad, sino también como un tema per se. El escritor Konaka dice que buscaba comunicar directamente los sentimientos humanos. El director Nakamura por su parte, deseaba mostrar a la audiencia y especialmente a los espectadores entre 14 y 15 años, "la escuela del existencialismo filosófico: los diferentes niveles del yo existencial y las relaciones entre uno mismo y el mundo". La introducción de la tecnología en la estructura social es una parte del proceso descrito: cuando Lain entra al Wired, el telespectador puede ver la pérdida del contacto de la protagonista con sus amigos y familia hasta el punto en que ella ya no puede relacionarse o interactuar con los suyos."
La soledad está representada como una falta de comunicación que afecta a Lain. Ella misma (de acuerdo con la compañía) es «penosamente introvertida», sin amigos para hablar en el colegio, con una arrogante y condescendiente hermana, una extraña madre apática y un padre que parece querer cuidarla, pero no puede porque está muy ocupado como para compartir tiempo con ella. La única canción en la serie se llama "Kodoku no shigunaru" lo que literalmente significa "Señal de Soledad".
Las enfermedades mentales en general y específicamente el trastorno de identidad disociativo son un tema significativo en esta creación: Lain está enfrentada a álter egos (otros yo) hasta el nivel de que el escritor Chiaki Konaka y la seiyū que interpreta a Lain, Kaori Shimizu, debió usar tres tonos de voces: la "infantil" del mundo real con actitudes tímidas y pijamas con motivos infantiles; la Lain "avanzada" con la personalidad del Wired dura; y finalmente la Lain "malvada", astuta y demoníaca, la que hace todo el daño posible a Lain y a los más cercanos a ella. En una convención de escritores, los autores escribieron los nombres de Lain en kanji, en katakana y en caracteres romanos.
La realidad nunca alcanza el grado de objetividad y el sentido propio de la palabra en Lain. Las aceptaciones del término están en constante batalla dentro de la serie, semejante a la realidad natural, definida a través del diálogo normal entre individuos; la realidad material; y la realidad tiránica obligada en la mente de la gente a través de la represión. La solución al debate de todas estas interpretaciones en la serie es decidir si importa el flujo del pensamiento o lo contrario. El equipo de producción evitó cuidadosamente "el llamado punto de vista omnipotente" para aclarar el "limitado campo de visión" del mundo de Lain.
La teología juega este papel en el espíritu infinito en un cuerpo infinito. Desde la autorrealización según una diosa decide, la religión es una parte inherente del origen de Lain.

## Personajes
Lain Iwakura (岩倉 玲音 Iwakura Lain?)
Voz por: Kaori Shimizu (japonés); Bridget Hoffman (inglés); Lucila Gómez (Hispanoamérica) Assumpta Navascués (España)
La protagonista del anime. Una niña de 14 años, introvertida y solitaria que solo tiene una amiga llamada Alice la cual siempre intenta acercase y pasar más tiempo con ella. Poco a poco, Lain comienza a interesarse por el mundo de Internet después del correo de Chisa. Pronto empieza a mezclar el mundo de Internet con el real, lidiando con su propia identidad y se plantea grandes interrogantes como por ejemplo "¿qué es Dios?". Conforme avanza la historia, ella se empieza a dar cuenta de su verdadera naturaleza y eso la asusta. Al final acepta su verdadera misión en el mundo.
Mika Iwakura (岩倉 美香 Iwakura Mika?)
Voz por: Ayako Kawasumi (japonés); Patricia Ja Lee (inglés); Yamila Garreta (Hispanoamérica)
La hermana mayor de Lain. Al principio no le importaba su familia y pasaba todo el día fuera de casa, conversando con ellos lo más mínimo. Después de un tiempo ella parece preocuparse y mostrar más interés. En el transcurso de la historia pierde su salud mental.
Yasuo Iwakura (岩倉 康男 Iwakura Yasuo?)
Voz por: Ryūsuke Ōbayashi (japonés); Barry Stigler (inglés); Marcelo Armand (Hispanoamérica) Francesc Belda (España)
El padre de Lain. Es un apasionado de las computadoras, la electrónica y las comunicaciones, trabajó para los Laboratorios Tachibana. En un comienzo apoyó a su hija en su repentino interés por la tecnología pero luego comienza a preocuparle.
Miho Iwakura (岩倉 美穂 Iwakura Miho?)
Voz por: Rei Igarashi (japonés); Petrea Burchard (inglés); Silvia Aira (Hispanoamérica) Susana Damas (España)
La madre de Lain. Acostumbra a ver la televisión cuando no se ocupa de la cocina. Con el único que conversa es con su esposo.
Chisa Yomoda (四方田 千砂 Yomoda Chisa?)
Voz por: Sumi Mutō (japonés); Lia Sargent (inglés); Karin Zavala (Hispanoamérica) Rosa Guillén (España)
Era una compañera de escuela de Lain que se quita la vida tirándose de una azotea. No fue amiga de Lain pero sí la conocía de vista. Ella fue quien envió un correo por todo el Wired a todos los alumnos diciendo que no estaba muerta y que Dios está en la Red.
Alice Mizuki (瑞樹 アリス Mizuki Alice?)
Voz por: Yōko Asada (japonés); Emilie Brown (inglés); Valeria Gómez (Hispanoamérica) Ariadna Giménez (España)
Es la única amiga de Lain. Tiene otras dos amigas llamadas Reika y Yuri. Estas se burlan de Lain pero Alice trata de defenderla y mostrarla como inocente de todos los hechos que pasan dentro de la historia donde Lain es la principal sospechosa.
Tarō (タロウ?)
Voz por: Keito Takimoto (japonés); Brianne Siddall (inglés); Hernán Bravo (Hispanoamérica)
Es un niño que frecuenta la discoteca Cyberia donde habla mucho con Lain. Más tarde es de gran ayuda para la protagonista, destacando sus conocimientos informáticos. Ocasionalmente trabaja con los Knights aunque no es un miembro formal. Taro ama los videojuegos de realidad virtual, pasa la mayor parte del tiempo con sus amigos Myu-Myu y Masayuki en el club nocturno llamado Cyberia. Entre la tecnología que usa, se muestra un Navi portátil con goggles de video.
Reika Yamamoto (山本 麗華 Yamamoto Reika?)
Voz por: Chiharu Tezuka (japonés); Lenore Zann (inglés); Mara Campanelli (Hispanoamérica) Carmen Ambrós (España)
Una de las mejores amigas de Alice que se relaciona con Lain solo porque ella se lo pide pero se burla de ella constantemente y no la soporta. A Reika le encantan las fiestas y vive acorde con los tiempos contemporáneos.
Yūri Katō (加藤 樹莉 Katō Yūri?)
Voz por: Manabi Mizuno (japonés); Alexis A. Edwards (inglés); Mariela Álvarez (Hispanoamérica) Diana De Guzmán (España)
Otra amiga de Alice. Es más amable con Lain pero su amistad con Reika le impide ser amiga suya por lo que decide seguirle la corriente aunque cree que Lain forma parte de algo extraño.
Myū-Myū (ミューミュー?)
Voz por: Yūki Yamamoto (japonés); Sandy Fox (inglés)
Amiga de Tarō y Masayuki. Siempre van juntos a la discoteca Cyberia. Parece estar enamorada de Tarō.
Masayuki (マサユキ?)
Voz por: Sora Fujima; Ariel Cister (Hispanoamérica)
El mejor amigo de Taro. Siempre acompañando a Taro y Myu-Myu.
Eiri Masami (英利 政美 Eiri Masami?)
Voz por: Shō Hayami (japonés); Kirk Thornton (inglés); Ricardo Alanis (Hispanoamérica) Tasio Alonso (España)
El diseñador del Protocolo 7. Mientras trabajaba en los Laboratorios Tachibana, insertó código propio al protocolo, pudiendo manipular la información a su antojo; esto ocasiona que su mente, conciencia, pensamientos, sentimientos y emociones estén embebidos dentro del protocolo. Fue despedido de los Laboratorios Tachibana, poco después fue encontrado muerto. Creía que para superar el desarrollo de los seres humanos, tenían que liberarse de las limitaciones físicas y vivir como entidades virtuales en la Wired. Dice ser el creador de Lain.
Trabajador de oficina
Voz por: Shigeru Chiba (japonés); Richard Plantagenet (inglés)
Un alto ejecutivo de los Laboratorios Tachibana. Hace uso personal de los Hombres de Negro. Dice estar a la espera de un Dios real en la Wired, está detrás de los Knights. Conoce muchos detalles sobre Lain aunque no los revela.
Hombres de Negro
Karl Haushoffer (カール・ハウスホッファ?)
Voz por: Jōji Nakata (japonés); Jamieson Price (inglés) Manel Català (España)
Lin Sui-Xi (Chinese: 林 随錫; pinyin: Lín Suí-Xī)
Voz por: Takumi Yamazaki (japonés); Bob Buchholz (inglés).
Ambos trabajan para el "Trabajador de oficina" para hacerse cargo de los miembros de Knights. Desconocen varios detalles de su labor pero saben que Masami Eiri se encuentra involucrado; ambos niegan la existencia de un Dios todopoderoso en la Wired.

## Contenido de la obra
La franquicia Lain fue concebida originalmente para conectar varios tipos de medios (anime, videojuegos, manga). El productor Yasuyuki Ueda dijo en una entrevista para Animerica: «La visión que tomé para este proyecto fue mantener la esencia del trabajo por la totalidad de todos los productos multimedia». Primero se escribió el argumento del videojuego el cual fue producido al mismo tiempo que el anime pero el anime se publicó antes.

### Anime
La serie consta de trece episodios de veinte minutos cada uno y se emitieron entre el 6 de julio y el 20 de septiembre de 1998 en TV Tokyo. Un juego para PlayStation del mismo nombre se publicó el 26 de noviembre de 1998. Nunca llegó a publicarse en español.
Fue licenciada en DVD, VHS y LaserDisc para Norteamérica por Geneon (ex Pioneer Entertainment). Pero Geneon cerró su división de EE. UU. en diciembre de 2007 y la serie salió de circulación como consecuencia de ello. Sin embargo, en la Anime Expo 2010 de Estados Unidos, la distribuidora FUNimation Entertainment anunció que ha licenciado la serie y sería relanzada en el 2011. También fue lanzada en Singapur por Odex. El videojuego que solo comparte los temas y protagonista de la serie, nunca fue lanzado fuera de Japón.
La serie se estrenó en América Latina por la señal Locomotion desde el 18 de enero de 2004 hasta su cierre con un doblaje argentino, aunque originalmente se tenía planeado emitirla subtitulada, tras licenciarla de Pioneer USA en 2002. Animax la siguió transmitiendo durante un tiempo en 2005. En España se emitió por Canal C: en 2000, por Buzz y posteriormente por Calle 13 en 2002. En 2001 Selecta Visión sacó a la venta un pack de DVD con los capítulos repartidos en cuatro discos. La serie también fue emitida en Cataluña en el 2003, el Canal 33 lo emitió en el espacio 3xl.nit, los viernes en la madrugada. En 2006 la cadena española Cuatro emitió el anime en su espacio Cuatrosfera.

### Libros
Se han publicado cuatro libros de arte, el guion original y una guía del juego para PlayStation.
- Omnipresence In The Wired. Contiene un capítulo por cada episodio de la serie y bocetos conceptuales. También contiene un pequeño manga en color titulado «El infierno de lo artificial». Fue publicado en 1998 por Triangle Staff/SR-12W/Pioneer LDC y posee 128 páginas en 96 colores con cubierta dura y texto en japonés (ISBN 4-7897-1343-1).

- Visual Experiments Lain. Tiene 80 páginas a color con cubierta blanda y texto en japonés. Contiene detalles de la creación, diseño y trama de la serie. Fue publicado en 1998 por Triangle Staff/Pioneer LDC. (ISBN 4-7897-1342-3)
- Scenario Experiments Lain. Cubierta blanda, 335 páginas. Por chiaki j. konaka (en minúsculas en el original). Guiones recogidos con notas y pequeños extractos de los guiones gráficos. (ISBN 4-7897-1320-2)

- Serial Experiments Lain Ultimate Fan Guide por Bruce Baugh. Combina ilustraciones con informaciones varias. Es el único libro en inglés de la serie. Tiene 80 páginas a color y 32 en blanco y negro.

- Scenario Experiments Lain. Con 336 páginas, contiene el guion original de los trece episodios acompañado de varios guiones gráficos y algunos dibujos de los personajes, ambos en blanco y negro.

- Serial Experiments Lain Official Guide. Una guía de juego en cubierta blanda.

### Videojuego
Un videojuego homónimo fue publicado para PlayStation el 26 de noviembre de 1998 por Pioneer LDC. El juego no tiene clasificación y algunos discuten que se pueda considerar un juego en absoluto. A través del juego, con la ayuda de Lain, el jugador desbloquea trozos de las sesiones terapéuticas y diarios para descubrir qué le ha ocurrido. El juego consiste en viajar a través del Wired recogiendo archivos de sonido, vídeo y texto junto con piezas de un osito de peluche y otros objetos que te ayudarán en la búsqueda. El juego sigue una distinta serie de sucesos que la serie animada. Está completamente en japonés.

### Banda sonora
- Tema de apertura: Duvet de Bôa
- Tema de los créditos: Toh-I Sakebi de Chabo.
- Image song (Layer 13): Kodoku no Shigunaru (Signal of Solitude, Señal de Soledad)

Se han publicado cuatro álbumes a partir de la serie:
- "Duvet" opening song - Escrita por la banda Bôa como su primer sencillo.
- Serial Experiments Lain Soundtrack - La primera banda sonora conteniendo música de Nakaido "Chabo" Reichi. Contiene el tema de cierre y algunos temas inspirados en la serie de televisión.
- Serial Experiments Lain Soundtrack: Cyberia Mix - Una segunda banda sonora que contiene algunos temas de música electrónica inspirados en la serie de televisión, incluyendo un remix del tema de apertura.
- Lain BOOTLEG - 2 CD, pista de sonido, más de 45 pistas, edición limitada. Contiene música ambiental de la serie y un CD mixto con un reloj y un juego. Publicado por Pioneer Records.

## Recepción
Lain fue estrenada en Tokio a las 1:15 a. m. JST. La palabra "weird" (raro) apareció casi sistemáticamente en la crítica anglosajona, alternada por "bizarre" (extraño) o "atypical" (atípico), debido principalmente a las libertades artísticas en la animación y sus inusuales temas de ciencia ficción, además de su contexto filosófico y psicológico. La crítica respondió positivamente a estas características temáticas y estética y en el Japan Media Arts Festival de 1998 se le otorgó el Premio de la Excelencia por "su voluntad de cuestionar el significado de la vida contemporánea" y a las "preguntas extraordinariamente filósoficas y profundas" que planteaba.
De acuerdo a Christian Nutt de Newtype USA, el principal atractivo de la serie es su aguda visión de "los problemas entretejidos de la identidad y tecnología". Nutt aplaudió el "nítido y limpio diseño de personajes" realizado por ABe y su "perfecta banda sonora" en su análisis de 2005, dijo que "Puede que Serial Experiments Lain no sea considerada aún un verdadero clásico, pero es un fascinante salto evolutivo que ayudará a cambiar el futuro del anime". Anime Jump le dio un 4,5 de 5, a la versión en DVD lo calificó con un A+ en todos los criterios para los dos primeros volúmenes y una mezcla de A y A+ para los dos siguientes.
Lain ha sido objeto de comentarios en el ámbito literario y académico. La Asian Horror Encyclopedia lo llamó "un sorprendente anime de horror psicológico sobre la influencia física y espiritual del Internet". En la serie se puede apreciar reiteradamente escenas de los suburbios en un día soleado, en donde las sombras de las casas y los postes de electricidad contienen innaturales manchas rojas. La enciclopedia notó que estos puntos rojos parecen piscinas de sangre. También señaló que la muerte de una niña debido a un accidente ferroviario es "una fuente de muchas leyendas urbanas de fantasmas en el siglo veinte", especialmente en Tokio.
La antología Anime Essentials de Gilles Poitras lo describe como un anime "complejo y en cierta forma existencialista" que "empujó los límites" de la diversidad de anime en la década de 1990, junto con los mucho más populares Neon Genesis Evangelion y Cowboy Bebop. La profesora Susan J. Napier, en su discurso de 2003 The Problem of Existence in Japanese Animation (El problema de la existencia en la animación japonesa, publicado en 2005) a la American Philosophical Society, comparó Serial Experiments Lain con Ghost in the Shell y El viaje de Chihiro. Según su opinión, los protagonistas de las otras dos obras cruzan barreras: pueden volver a nuestro mundo pero Lain no. Napier se pregunta si existe una razón por la cual Lain debiese volver, al enfrentarse "entre un vacío mundo 'real' y un oscuro mundo 'virtual'".
Al contrario del anime, el videojuego atrajo poca atención del público. Se criticó su ausencia de jugabilidad, además de su "tosca interfaz", diálogos interminables, ausencia de música y tiempos de carga muy largos. No obstante, fue comentado positivamente sus notables gráficos por computadora (para la época) y bellos escenarios.

## Alusiones
- Computadores Apple: En la serie Lain se muestran los diseños de los computadores Apple, marca que fue usada cuando estaban los escritores, productores, creativo y el equipo gráfico.[9]
- Proyecto Xanadú: Vannevar Bush (y Memex), John C. Lilly, Timothy Leary y su modelo de los Ocho Circuitos, Ted Nelson y el Proyecto Xanadú fueron citados como precedentes del Wired.[45]
- Douglas Rushkoff y su libro Cyberia: Douglas Rushkoff, autor del libro Cyberia, Cyberia en el anime se convirtió en el nombre de una discoteca poblada de hackers y adolescentes punks.[4]
- Navi: Navi es el nombre de un aparato similar a un ordenador o computadora, también llamado navegador. Su creador es la empresa Tachibana, y todo el mundo tiene uno de sus Navi en su casa.[45]
- Protocolo IP: El IP es el elemento común en la Internet de hoy. El actual y más popular protocolo de red es IPv4. IPv6 es el sucesor propuesto de IPv4; poco a poco Internet está agotando las direcciones disponibles. En el anime, se plantea el reemplazo del actual protocolo, IPv6, por otro reescrito, más complejo y que a la vez contenía memorias y emociones de la misma Lain, este nuevo protocolo era llamado IPv7, el cual, quien lo creara podría controlar toda la red.